# Good Company
«Good Company» (укр. «Хороша компанія») — пісня британського рок-гурту «Queen», написана Браяном Меєм. Мей, також зіграв на «справжній алосі» банджо уке і виконав весь вокал у треці.

## Композиція і лірика
Однією з головних особливостей пісні є те, що вона містить відтворення джазу в стилі діксіленду, який був створений на гітарі Браяна Мея «Red Special», яка грала через підсилювач «Deacy». Це одна з небагатьох пісень «Queen» без участі Фредді Мерк'юрі.
Пісня розповідає історію про людину, якій в молодості батько порадив «піклуватися про тих, кого ти називаєш своїми, і мати хорошу компанію». Молода людина приймає пораду, одружившись з дівчиною на ім'я Саллі, а також зберігаючи контакти зі своїми друзями. Однак після весілля він почав втрачати інтерес до своїх друзів, і вони поступово зникають. З віком він стає більш кваліфікованим і відданим своїй справі, працюючи довгими ночами і нехтуючи своєю сім'єю.
Зрештою, всі його зусилля винагороджуються, і він засновує свою власну компанію з обмеженою відповідальністю (слово «компанія» також є каламбуром, головним чином воно має сенс у вигляді «друзів», «компаньйонів»). Відданий своїй справі, він майже не помічав, що дружина пішла від нього.
Пісня закінчується виступом літньої людини, яка попихає трубкою і обмірковує уроки свого життя, якими їй нема з ким поділитися.